# Henning Eichberg
Henning Eichberg, Pseudonyme unter anderem Hartwig Singer und Thorsten Sievers (* 1. Dezember 1942, in Schweidnitz, Provinz Niederschlesien; † 22. April 2017 in Odense) war ein deutscher Historiker, Kultursoziologe und Publizist. Er lebte seit 1982 in Dänemark. Dort lehrte und forschte Eichberg an der Universität von Süddänemark, insbesondere im Bereich der Sportwissenschaften.
Eichberg galt als einer der wichtigsten Begründer und führenden Vertreter der Neuen Rechten in den 1970er Jahren. Auf ihn geht der Begriff des Ethnopluralismus zurück. Zuletzt war er in Dänemark Mitglied der linken Socialistisk Folkeparti (SF). Er war Mitglied des Kulturausschusses beim Parteivorstand der SF. Es gab Stimmen, die Eichbergs Wandel von der politischen Rechten zur politischen Linken bezweifelten.
Eichberg ist der Vater des Komponisten Søren Nils Eichberg.

## Leben

### In Deutschland
Henning Eichberg wurde 1942 in Schweidnitz (Schlesien) geboren und wuchs 1945–1950 in der Sowjetischen Besatzungszone bzw. der DDR, nach seiner Flucht dann in Hamburg auf. 1956 trat er dort in die rechtsextreme Deutsch-Soziale Union (DSU) von Otto Strasser ein. Anfang der 1960er Jahre engagierte er sich als Schüler in der Legion Europa, einem antikommunistischen Diskussionskreis in Hamburg, in dem sich die Mitglieder des in Hamburg verbotenen Bundes Nationaler Studenten (BNS) organisierten. Im Zuge der Frage nach der Wahlunterstützung der NPD spaltete sich die Legion Europa in drei Teile. Eichberg schloss sich der Arbeitsgemeinschaft für Heimatschutz an und trat mit ihr kollektiv in die CDU ein, wo er von 1964 bis 1968 Mitglied war. In den späten 1960er Jahren wurde Eichberg Mitglied des Nationaldemokratischen Hochschulbundes (NHB). Über die Legion Europa war Eichberg in Kontakt mit der rechtsextremen Zeitschrift Nation Europa gekommen. Aus der engen Beziehung zum Gründer Arthur Ehrhardt entwickelte sich eine langjährige Mitarbeit in dieser Zeitschrift (1961–1974). Gleichzeitig schrieb er von 1962 bis 1971 politische und kulturelle Beiträge für den aus dem BNS hervorgegangenen und der NPD nahestehenden Deutschen Studenten-Anzeiger (DSA), sowie von 1968 bis 1971 für die vom „Ostpolitischen Deutschen Studentenverband“ (ODS) herausgegebene Studentenzeitschrift Actio. 1966 trat er in Kontakt mit französischen Rechtsextremisten um die Zeitschrift Europe Action und Alain de Benoist, aus denen später die Nouvelle Droite hervorging, die französische „Neue Rechte“.
Von 1962 bis 1964 war er bei der Bundeswehr, wo er u. a. an der Heeresoffizierschule II in Hamburg zum Reserveoffizier ausgebildet wurde. Nach dem Studium der Geschichte und Literatur in Hamburg wurde Eichberg 1970 bei Albrecht Timm an der Ruhr-Universität Bochum mit einer Arbeit zur Technikgeschichte promoviert. Er wurde 1971 wissenschaftlicher Assistent bei August Nitschke am Institut für Sozialforschung der Universität Stuttgart, wo er sich 1976 mit Studien zur Soziologie Indonesiens und zur Geschichte des modernen Sports in historischer Verhaltensforschung habilitierte.
In den frühen 1970er Jahren veröffentlichte er unter dem Eindruck der Neuen Linken gesellschaftskritische Beiträge, die in Widerspruch zur etablierten Rechten gerieten und zur Herausbildung einer „Neuen Rechten“ führten. Mit seinen Publikationen in Junges Forum, fragmente und Junge Kritik galt er als der Haupttheoretiker dieser Strömung. 1972 entwarf er eine Grundsatzerklärung für die Aktion Neue Rechte (ANR), eine Abspaltung von der NPD unter Führung von Siegfried Pöhlmann. Eichberg war zugleich auch Deutschlandkorrespondent der Nouvelle École, der Kulturzeitschrift der französischen Nouvelle Droite.
1974 beteiligte sich Eichberg maßgeblich an der Gründung des ANR-Mehrheitsflügels „Sache des Volkes / Nationalrevolutionäre Aufbauorganisation“ (SdV/NRAO), die eine Position „jenseits von rechts und links“ beanspruchte. Die „Nationalrevolutionäre“ um die Zeitschrift Neue Zeit bezogen sich auf antinazistische Nationalbolschewisten der Weimarer Zeit, u. a. auf Ernst Niekisch, Karl Otto Paetel und A. Paul Weber, und sahen die nationale Frage in Deutschland als ungelöst und potentiell revolutionär an.
In den 1970er Jahren trug Eichberg wesentlich dazu bei, Begriffe wie nationale Identität, Sozialismus des eigenen nationalen Wegs, Dritter Weg, Ethnopluralismus und Befreiungsnationalismus zu begründen. Ab 1980 erschienen Artikel von ihm im nationalrevolutionär orientierten Magazin wir selbst. In wir selbst entwickelte er Theorien über den Zusammenhang zwischen Identität, Entfremdung und Kapitalismus und setzte den Richtungsstreit innerhalb der Neuen Rechten fort, indem er die von ihm geprägte „nationalrevolutionäre“ Bewegung sowohl von dem revisionistischen Rechtsextremismus als auch von den Ideen des Konservatismus abgrenzen wollte. So kritisierte er auch den „Unsinn der Konservativen Revolution“ („Das Gerede von ‚der Konservativen Revolution‘ ist ein Verfahren, wieder einmal nicht von Nationalismus und Volk zu reden.“), an deren Gedanken viele Jung- und Neokonservative, etwa der Republikaner sowie der Jungen Freiheit, seit den 1980er Jahren wieder anknüpften.
Als sich Ende der siebziger Jahre Kreise der Linken der „nationalen Frage“ öffneten, wurde Eichberg Gesprächspartner. Er gab Interviews (zum Beispiel in Ästhetik & Kommunikation) und veröffentlichte ab 1976 Beiträge in Zeitschriften der linksalternativen Szene wie im anarchistischen Unter dem Pflaster liegt der Strand von Hans Peter Duerr, in der Sponti-Zeitschrift Pflasterstrand und in der vormals marxistisch-leninistischen Befreiung. 1978 führte er in dem von Jochen Steffen und Klaus Rainer Röhl herausgegebenen Magazin das da-avanti eine vielbeachtete Diskussion mit Rudi Dutschke über die nationale Frage in Deutschland unter der Überschrift: „National ist revolutionär“.
Eichberg schrieb regelmäßig für die Murrhardter Stadtzeitung Podium. Seine Publikationen in den 1980er Jahren behandelten ökologische Themen und eine Neudefinition der nationalen Identität als Abkoppelung und Dezentralisierung, als „Balkanisierung für jedermann“.
Zusammen mit dem damals als Parteiloser für die Grünen im Bundestag sitzenden Alfred Mechtersheimer gründete er das „Friedenskomitee 2000“, von dem er sich nach einigen Jahren im Streit trennte. Grund war die Hinwendung von Mechtersheimer zur politischen Rechten. Das Komitee entwickelte Vorstellungen eines „Nationalpazifismus“ und wurde später – nachdem Eichberg bereits ausgeschieden war – vom Verfassungsschutz als rechtsextrem eingestuft. Zuvor hatte Eichberg auch in der von Mechtersheimer herausgegebenen Zeitschrift Mediatus publiziert.

### In Dänemark
1982 nahm er einen Ruf nach Dänemark an, wo er an der Sporthochschule Gerlev den Gerlev-Preis für kritische Kulturtheorie erhalten hatte. Er lehrte als Professor der Soziologie an den Universitäten Odense und Kopenhagen. Diese Professur wurde vom (damals sozialdemokratischen) dänischen Kulturministerium finanziert. Eichbergs Sportforschungsinstitut in Gerlev entwickelte sich in der Folge zur führenden Institution dieser Art in Nordeuropa. Heute ist es als CISC der Süddänischen Universität angegliedert.
Kultursoziologische Bücher von Eichberg erschienen auch in Japan, Taiwan, Frankreich, England, USA und Finnland. Von Esa Sironen wurde Eichberg in einem Vorwort zwischen Elias, Foucault und der Frankfurter Schule eingeordnet. Sironen wiederholte diese Einschätzung später auch in seiner Habilitationsschrift. Eichberg engagierte sich besonders in der Szene der dänischen Heimvolkshochschulen, die sich auf die demokratische Bewegung von 1848 und den Dichter N.F.S. Grundtvig beziehen. Er schrieb regelmäßig für das Højskolebladet und unterrichtete ausländische Studentengruppen.
In den 1990er Jahren schloss sich Eichberg der linken Sozialistischen Volkspartei (SF) an. Er hielt politisch-philosophische Kurse auf der sozialistischen Sommerschule in Livø und veröffentlichte in den Zeitschriften Folkesocialisten, Praksis und Salt sowie in SF-Sammelbänden. Als Mitglied des SF-Kulturausschusses verfasste er verschiedene Programmtexte zur sozialistischen Kultur- und Sportpolitik.
Eichbergs politische Publikationen seit den 1980er Jahren behandeln die Theorie des demokratischen „Volks“ und der Zivilgesellschaft aus materialistischer Sicht, Fragen sozialistischer Kultur sowie die Kritik der Globalisierung. Sein Hauptwerk zur Volkstheorie, The People of Democracy (2004), bezieht sich auf Johann Gottfried Herder, N.F.S. Grundtvig und Martin Buber: „Wer von den Völkern nicht reden will, soll von den Menschen schweigen.“ Zu Eichbergs 60. Geburtstag erschien eine dänische Festschrift mit kritischen Beiträgen zum Volksbegriff in Kultur und Demokratie.
Internationale Wirkung erzielten vor allem Eichbergs Kritik des olympischen Sports, sein materialistisch-dialektisches Konzept der Körperkultur (Body Cultures, 1998) und seine Philosophie des „volklichen Sports“ (Sport for all) als Beitrag zur „körperlichen Demokratie“. Eichberg war Mitbegründer verschiedener internationaler Forschernetzwerke: des Institut International d’Anthropologie Corporelle (Rennes, Frankreich, 1987), des Centre for the Study of Body Culture (Tsukuba, Japan, 2002) und des International Network for the Marxist Study of Sport (2005). Das Konzept der „körperlichen Demokratie“ nahm Einfluss auf die International Sport and Culture Association (ISCA, gegr. 1994), eine Dachorganisation des Volkssports aus über 60 Ländern, auf die kritische Journalistenkonferenz Play the Game (Kopenhagen, gegr. 1998) und die International Academy of Sport for all (IASFA, Kopenhagen, gegr. 2004). Eichberg gehörte bis zu seinem Tode dem Redaktionskollegium der sporthistorischen Zeitschrift Stadion und der vom Deutschen Olympischen Sportbund herausgegebenen Zeitschrift Sportwissenschaft an.

## Akademische Laufbahn
(nach Angaben der Universität von Süddänemark)
- 1971–78 Assistenzprofessur am Institut für Sozialforschung der Universität Stuttgart und Dozent am Historischen Institut.
- 1980–82 Vertretung einer Professur für Soziologie an der Universität Osnabrück, Außenstelle Vechta.
- 1982–84 Gastprofessur für Sportsoziologie und Sportgeschichte am Institut for Idræt der Universität Odense unter dem dänischen Kulturministerium.
- 1984–87 Gastprofessur am Institut für Kultursoziologie der Universität Kopenhagen unter dem Kulturministerium.
- 1989–91 Seniorstipendium an der Staatlichen Hochschule für Leibesübungen (Danmarks Højskole for Legemsøvelser), Dozent am Zentrum für Sportforschung der Universität Kopenhagen.
- 1987–89 und 1991–2004 Forschungsmitarbeiter an der Sporthochschule in Gerlev (später Institut for Forskning i Idræt og Folkelig Oplysning, IFO).
- seit 2004 Mitarbeiter am neugegründeten Forschungszentrum für Sport, Gesundheit und Zivilgesellschaft (CISC) und Dozent, ab 2010 Professor an der Süddänischen Universität (Odense).

Eichbergs Forschung umfasst
- die Geschichte des Körpers:
  - Leistungssport, Tanz, Spiel, Fest, Natur- und Freiluftleben vom 18. Jahrhundert bis heute
  - Die Veränderung der Verhaltensmuster in der industriellen Revolution
  - Die historische Relativität des Produktivismus
  - die soziale Zeit der Modernität
- die Soziologie und Anthropologie der Bewegungskultur:
  - Vergleichende Studien in Indonesien, Libyen, Dänemark, Grönland und Deutschland - Körper und Identität
  - Sport und ethnische Minderheiten in Dänemark
  - Spielkulturen
  - Sport und Feste
- die Sportpsychologie zwischen Körper und Kultur:
  - Der Raum der Bewegungskultur
  - Sport und Identität
  - Sport im Lauf des Lebens
- Raum und Bewegung:
  - Architektur des Sports
  - Bewegungslandschaft
  - Bewegung in der Stadt
  - Aktivitäten an der freien Luft und in der Natur
  - Raum und Ort des Spiels
  - Bewegung im Labyrinth - Kulturökologie des Sports
- Soziale Bewegungen, Identität und Volk der Demokratie:
  - Moderne Nationalisierungsprozesse
  - Nationale Identitätsbildung und Selbstbestimmung
  - Ethnische Minderheiten, Volk der Nation
  - Volksbegriff im internationalen Vergleich
  - Der Körper der Demokratie
  - Zivilgesellschaftliche Bewegungen, Volk der Demokratie
- Methodische Fragen
  - Materialistische Analyse des Körpers
  - Bewegungsstudien als Konfigurationsanalyse
  - Das dialogische Prinzip (nach Martin Buber)
  - Zwischenmenschlichkeit und Zwischenkörperlichkeit
  - Die trialektische Methode.

## Wirken
Als Mitarbeiter der Nation und Europa vertrat Eichberg eine Europa-Vorstellung, die die Sonderstellung Europas in der Welt positiv betonte. Er begründete das mit der „okzidentalen Rationalität“ und dem „logischen Empirismus“ der europäischen Kultur. Später distanzierte sich Eichberg und kritisierte seine damit verbundenen Großmachtvorstellungen, die inzwischen zum Mainstream des bürgerlichen Europa geworden seien, als eurofaschistisch und neokolonial. Eichbergs Studien über Indonesien, Libyen, Grönland, Irland und die Bretagne behandelten Zusammenhänge zwischen Kultur und demokratischer Selbstbestimmung. Statt um europäische Machtpolitik gehe es um Entkolonisierung und Solidarität mit unterdrückten Völkern.

## Kritik und Kontroverse
In der Extremismusforschung in Deutschland, die sich mit der „Neuen Rechten“ befasst, wird Henning Eichberg als einer der führenden Theoretiker für die Entstehung der Neuen Rechten betrachtet. So schrieben Thomas Assheuer und Hans Sarkowicz 1990:
„Henning Eichberg (…) beherrscht die (schon von der ‚Konservativen Revolution‘ einstudierte) wechselseitige Überblendung rechter und linker Theoreme am raffiniertesten, und vermutlich ist er deshalb ‚der Autor der Neuen Rechten, der am tiefsten in das Publikationsnetz der Linken eingedrungen ist‘. (…) Eichbergs nationalrevolutionäre Befreiungs-Philosophie sieht zwar linkem Anti-Imperialismus verblüffend ähnlich, kommt aber aus gänzlich anderem Begründungszusammenhang. Sein ‚Ethnopluralismus‘ entpuppt sich nämlich als Spielart des Anti-Universalismus, den die ‚Neue Rechte‘ auf ihre Fahnen geschrieben hat. Eine Kultur, ein Volk, sagt Eichberg, besitzt eine partikulare ‚Wahrheit‘; es ist ein eigensinniges Universum, das alle Geltungsansprüche westlicher Vernunft-Ideale wie Freiheit, Gerechtigkeit, Menschenrechte als Anmaßung zurückweist. Ethnopluralismus, bekennt Eichberg, wendet sich gegen ein ‚Denken, das schnell mit dem Allgemeinmenschlichen zur Hand (und) das nur gar zu schnell bereit ist, alles Abweichende als unmenschlich zu denunzieren‘.“
In Dänemark wandte man sich von bürgerlicher Seite gegen die Sport- und Gesellschaftskritik in Eichbergs Schriften. Der Kulturminister der rechtsgerichteten Regierung von 2001, Brian Mikkelsen, entzog dem Forschungsinstitut IFO, an dem Eichberg arbeitete, die Finanzierung und führte mit Eichberg eine Kontroverse in den Medien.

## Veröffentlichungen
Etwa 50 wissenschaftliche Bücher zur Geschichte und Soziologie des Sports, zur Technologiegeschichte, zur Soziologie Indonesiens sowie über ethnische Minderheiten, nationale Identität und Demokratietheorie stammen von Eichberg. Außer auf Deutsch und Dänisch erschienen Bücher von Eichberg auch auf Englisch, Französisch, Finnisch, Japanisch und Chinesisch.

### Kulturwissenschaft
- 1973: Der Weg des Sports in die industrielle Zivilisation. Nomos, Baden-Baden 2. Auflage 1979.
- 1976: Militär und Technik. Schwedenfestungen des 17. Jahrhunderts in den Herzogtümern Bremen und Verden. Schwann, Düsseldorf.
- 1977 (Mitverfasser): Massenspiele. Frommann-Holzboog, Stuttgart-Bad Cannstatt.
- 1978: Leistung, Spannung, Geschwindigkeit. Klett, Stuttgart.
- 1981: Sozialverhalten und Regionalentwicklungsplanung (West Sumatra). Duncker & Humblot, Berlin.
- 1984: Die historische Relativität der Sachen. Lit. 2., erweiterte Auflage, Münster 1987.
- 1986: Die Veränderung des Sports ist gesellschaftlich. Hrsg. Wilhelm Hopf. Lit. 2. Auflage, Münster 1990.
- 1988: Leistungsräume. Sport als Umweltproblem. Lit, Münster.
- 1989 (Hrsg.): Nordic Sports, History and Identity (= Scandinavian Journal of Sports Sciences. Special issue 11:1). Finnish Society for Research in Sport and Physical Education, Helsinki.
- 1989: Festung, Zentralmacht und Sozialgeometrie. Kriegsingenieurwesen des 17. Jahrhunderts in den Herzogtümern Bremen und Verden. Böhlau, Köln/Wien.
- 1989 (mit Jørn Hansen, Hrsg.): Körperkulturen und Identität (Association Internationale d’Anthropologie Corporelle). Lit, Münster.
- 1992 (Hrsg.): Schools for Life. The Association of Danish Folkehøjskoler, Kopenhagen.
- 1993 (mit Knut Dietrich, Hrsg.): Körpersprache – Über Identität und Konflikt (Institut International d’Anthropologie Corporelle). Afra, Frankfurt/Main.
- 1994 (Hrsg.): Narrative Sociology (= International Review for the Sociology of Sport. Special issue 29:1). Oldenbourg, München.
- 1996 (mit Jørn Hansen, Hrsg.): Bewegungsräume. Körperanthropologische Beiträge (Institut International d’Anthropologie Corporelle). Afra, Butzbach-Griedel.
- 1998: Body Cultures. Essays on Sport, Space and Identity. Routledge, London / New York.
- 2004 (Hrsg.): Education through Sport. International Academy of Sport for All, Copenhagen.
- 2004: The People of Democracy. Understanding Self-Determination on the Basis of Body and Movement. Klim, Århus.
- 2007 (mit Jerzy Kosiewicz und Kazimierz Obodyńsky, Hrsg.): Sport for All as a Form of Education. University of Rzeszów, Rzeszów.
- 2010: Bodily Democracy: Towards a Philosophy of Sport for All. Routledge, London.
- 2012: Idrætspolitik i komparativ belysning – national og international (Sportpolitik im Vergleich – national und international). Syddansk Universitetsforlag, Odense.
- 2013 (mit Knut Dietrich, Horst Ehni und Søren Nagbøl): Erkunden und Spielen – lehren, fördern, lassen. Kindliches Bewegen pädagogisch verstehen. Schneider, Hohengehren.
- 身體文化研究 -由下而上的人類運動現象學。莊珮琪、李明宗譯。新北市：臺灣身體文化學會、康德出版社. [The Study of Body Culture – Towards a Bottom-Up Phenomenology of Human Movement, Chinese] Taipei 2015.

### Schriften zur Politik
- 1967 (unter dem Pseudonym Hartwig Singer): Nationalismus ist Fortschritt. Eine Studie über die jungen fortschrittlichen Nationalisten in Frankreich um die Zeitschrift Europe-Action. Sonderausgabe Junges Forum, Hamburg, 1/67.
- 1969 (dito): Mai 68. Die französischen Nationalisten und die Revolte gegen die Konsumgesellschaft. Sonderausgabe Junges Forum, 1/69.
- 1970 (dito): Sozialismus von „rechts“. Ein historischer Abriss. Themenheft Junges Forum, Hamburg, 2/70.
- 1978: Nationale Identität. Entfremdung und nationale Frage in der Industriegesellschaft. Langen-Müller, München.
- 1978: National ist revolutionär. Was Rudi Dutschkes Thesen zur nationalen Frage für die Linken bedeuten. In: Das da – avanti, 11: 16-17. – Auszug in: Peter Brandt, Herbert Ammon (Hrsg.): Die Linke und die nationale Frage. Rowohlt, Reinbek 1981.
- 1979: Minderheit und Mehrheit (= Westermann-Colleg Zeit + Gesellschaft. 1). Westermann, Braunschweig. Bearb. Neuaufl. Lit, Münster 2011.
- 1980 (Hrsg.): Walter und Anna Lindemann – Die proletarische Freidenker-Bewegung. Geschichte, Theorie und Praxis. Leipzig-Lindenau 1926. Nachdruck (= Reihe Arbeiterkultur. 2) Atalas, Münster. 2. Aufl. Lit, Münster 1981. Nachwort: „Proletarische Freidenker. Über eine alternative Kulturbewegung, die in der Rechristianisierung der Linken untergegangen ist“
- 1984 (mit Dieter Mützelburg u. a.): Sport, Bewegung und Ökologie. Studiengang Sportwissenschaft der Universität Bremen.
- 1987: Abkoppelung. Nachdenken über die neue deutsche Frage. Verlag Siegfried Bublies, Koblenz.
- 1989 (mit Poul Engberg): Folkenes Europa (Europa der Völker). Folkeforsk & Nordisk Folkehøjskoleforening, Odder (DK).
- 1996: Die Geschichte macht Sprünge. Fragen und Fragmente. Siegfried Bublies, Koblenz.
- 1997 (mit Jørn Møller): Mellemfolkelig idræt. En håndbog om leg og kultur med etniske mindretal (Zwischenvolklicher Sport. Ein Handbuch über Spiel und Kultur mit ethnischen Minderheiten). DGI forskning, Vejle (DK).
- 1997 (Hrsg. mit Signe Abildå u. a.): På kryds og tværs i kulturpolitikken (Kreuz und quer in der Kulturpolitik). Hrsg. auf Veranlassung des Kulturausschusses der Socialistisk Folkeparti. SP forlag, Århus.
- 1999 (Hrsg. mit Finn Bygballe und Søren Møller): Demokrati og kropslighed (Demokratie und Körperlichkeit). Bavnebanke, Gerlev.
- 2004: Volk – wer wo was oder warum nicht? Arbeitsthesen zu einer humanwissenschaftlichen Volkstheorie. In: Volkslust, Hamburg, 1: 6–11 (Volltext (Memento vom 6. Februar 2013 im Webarchiv archive.today)).
- 2004: The People of Democracy. Understanding Self-Determination on the Basis of Body and Movement. Klim, Århus.

### Autobiographisches
- 1990: ‚Gefährlich denken.‘ Über Rationalität und Angst in der Sportwissenschaft. In: Stadion, 16, S. 223–255.
- 1995: The enemy inside. Habitus, folk identities – and a controversial political biography. In: Soile Veijola, John Bale, Esa Sironen (eds.): Strangers in Sport. Reading Classics of Social Thought. Department of Social Policy, Universität Jyväskylä, Jyväskylä, S. 90–119.
- (Variante auf Deutsch) 1998: Volk, folk und Feind. Grenzüberschreitungen – und eine umstrittene politische Biographie. In: Wir selbst, Nr. 1/98, S. 24–53.
- 2002: Venstre, højre, tredje? – om politiske konfigurationer (Links, rechts, drittes? – über politische Muster). In: Carsten Fenger-Grøn (Red.): Højre eller venstre? 12 bud på en retning for fremtidens politik (Rechts oder links? 12 Richtungsangebote für eine Politik der Zukunft). Tiderne Skifter, Kopenhagen, S. 83-109 (PDF, 125 kB).
- 2022: Ethnopluralismus von links: Ein politisches Testament, herausgegeben von Mathias Brodkorb, ISBN 979-8-6426-8314-9.

### Festschrift
- Jørn Møller (Red.): Folk – om et grundbegreb i demokrati og kultur (Volk – über einen Grundbegriff in Demokratie und Kultur). Klim, Århus 2004.

## Belege
1. ↑  Thomas Pfeiffer: Die Neue Rechte in Deutschland, S. 108.
2. ↑  Homepage der SF: Kulturudvalget (Memento vom 6. Juli 2007 im Internet Archive)
3. ↑  In der „Politiken Søndag“ vom 20. Mai 2001, S. 2 und PS (Beilage) 3, erschienen zwei entsprechende Angriffe auf Eichberg, „Højreideolog medlem af SF“ und „SFeren der kom ind fra højre“. Gleichzeitig dazu erschien in der linken Tageszeitung Information vom 19./20. Mai 2001 eine Verteidigung Eichbergs (online). Am 30. Mai 2001 druckte Politiken dann eine Gegendarstellung Eichbergs („Intet dobbeltspil“, 2. Sektion, S. 5).
4. ↑  Ab 1975 behauptete Eichberg, er habe sich von der „Rechten“ getrennt. Dem widerspricht Clemens Heni (in Salonfähigkeit der Neuen Rechten, 2007): Eichberg hätte seine Theoriebildung für die „Neue Rechte“ nicht aufgegeben, sondern lediglich „umprofiliert“.
5. 1 2  Robert Scholz, Mathias Brodkorb: Über Habitus, Ideologie und Praxis: Im Gespräch mit Henning Eichberg (Teil 1) (Memento des Originals vom 29. Januar 2017 im Internet Archive)  Info: Der Archivlink wurde automatisch eingesetzt und noch nicht geprüft. Bitte prüfe Original- und Archivlink gemäß Anleitung und entferne dann diesen Hinweis.. In: Endstation Rechts, 5. Juni 2010.
6. ↑  zum Beispiel Verfassungsschutzbericht des Landes Nordrhein-Westfalen 1963, S. 13.
7. 1 2 3  Frank Teichmann: Henning Eichberg – Nationalrevolutionäre Perspektiven in der Sportwissenschaft. Wie politisch ist die Sportwissenschaft? (= Europäische Hochschulschriften), Lang, Frankfurt u. a. 1991, S. 16 f.
8. ↑  Anne-Marie Duranton-Crabol: Visages de la Nouvelle droite. Le GRECE et son histoire. Presses de la Fondation nationale des sciences politiques, 1988, S. 152.
9. ↑  Henning Eichberg: Playing war – playing with fire: about dark games. In: Malcolm MacLean, Wendy Russell, Emily Ryall (Hrsg.): Philosophical Perspectives on Play. Routledge, Abington u. a. 2016, ISBN 978-1-138-84143-7, S. 32.
10. ↑  Darius Harwardt: Verehrter Feind. Amerikabilder deutscher Rechtsintellektueller in der Bundesrepublik. campus, Frankfurt a.M. / New York, ISBN 978-3-593-51111-5, S. 195–209.
11. ↑  Darius Harwardt: Verehrter Feind. Amerikabilder deutscher Rechtsintellektueller in der Bundesrepublik. campus, Frankfurt a.M. / New York, ISBN 978-3-593-51111-5, S. 309 ff.
12. ↑  CISC’s historie – Syddansk Universitet. In: sdu.dk, abgerufen am 27. März 2018.
13. ↑  Esa Sironen, Vorwort. In: Henning Eichberg: Liikuntaa harjoittavat ruumiit. Kohti ruumiin ja urheilun uutta sosiaalitiedettä (Körper in sportlicher Bewegung. Überlegungen zu einer neuen Sozialwissenschaft des Körpers und des Sports, finnisch). Vastapaino, Tampere 1987.
14. ↑  Esa Sironen: Urheilun aika ja paikka (Summary: The time and place of sport). Jyväskylä 1995 (Habilschrift).
15. ↑  Syddansk Universitet: Henning Eichberg (Memento vom 4. März 2016 im Internet Archive)
16. ↑  Thomas Assheuer und Hans Sarkowicz: Rechtsradikale in Deutschland. Verlag Beck, München 1990, S. 154 f.

| Personendaten    | Personendaten |
| ---------------- | --- |
| NAME             | Eichberg, Henning |
| ALTERNATIVNAMEN  | Singer, Hartwig (Pseudonym); Sievers, Thorsten (Pseudonym); Swers, Jürgen (Pseudonym); Fiebig, Jan (Pseudonym); Ottokar (Pseudonym) |
| KURZBESCHREIBUNG | deutscher Kultursoziologe und gesellschaftskritischer Publizist                                                                     |
| GEBURTSDATUM     | 1. Dezember 1942 |
| GEBURTSORT       | Schweidnitz, Provinz Niederschlesien                                                                                                |
| STERBEDATUM      | 22. April 2017 |
| STERBEORT        | Odense, Dänemark |